# Proceratium tio
Proceratium tio är en myrart som beskrevs av Roy R. Snelling och Stefan P. Cover 1992. Proceratium tio ingår i släktet Proceratium och familjen myror. Inga underarter finns listade i Catalogue of Life.